# Parlamentsfernsehen
Als Parlamentsfernsehen bezeichnet man Fernsehsender, die sich nahezu ausschließlich mit den Geschehnissen in und um das Parlament befassen.

## Geschichte
Am 19. März 1979 begann mit dem US-amerikanischen Fernsehsender C-SPAN erstmals das Prinzip des Parlamentsfernsehens. In Deutschland ging das Projekt mit dem Parlamentsfernsehen des Deutschen Bundestages erstmals 1990 auf Sendung. Im Jahr 1992 nahm der Vorläufer von BBC Parliament den Sendebetrieb auf. Die Idee des Parlamentsfernsehens ist mittlerweile weltweit verbreitet. Selbst das Großherzogtum Luxemburg besitzt mit Chamber TV seit 2001 ein eigenes Parlamentsfernsehen.